# 希罗伊·沃尔德·塞拉西

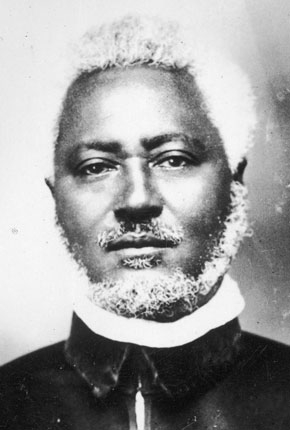
埃塞俄比亚外交大臣赫鲁伊·沃尔德·塞拉西

赫鲁伊·沃尔德·塞拉西（阿姆哈拉語： Blatten-Geta Həruy Wäldä-səllase，1878年5月8日—1938年9月19日），埃塞俄比亚帝国外交大臣、阿姆哈拉语文学作家。赫鲁伊作为皇帝海尔·塞拉西一世继位初期最信任的外交官和学者，为他在宫廷及人民中间赢得了良好的声誉。

## 生平
赫鲁伊·沃尔德·塞拉西出生于埃塞俄比亚帝国阿姆哈拉州的梅哈贝特地区，他在当地教堂接受传统教育，直到他13岁时父亲去世。之后他靠做大地主家的执事为生，数年后他经推荐被任命为舍瓦王国总督的属员。在此期间他获得了恩托托山的圣拉格尔牧师的青睐，他得以加入该教堂下辖的附属学校，在那里他接受了系统的埃塞俄比亚正教会教育。其后赫鲁伊前往亚的斯亚贝巴的瑞典教会学校学习英语，并在法国驻当地的兽医机构处学习了一些法语，这也为他今后的外交生涯奠定了基础。

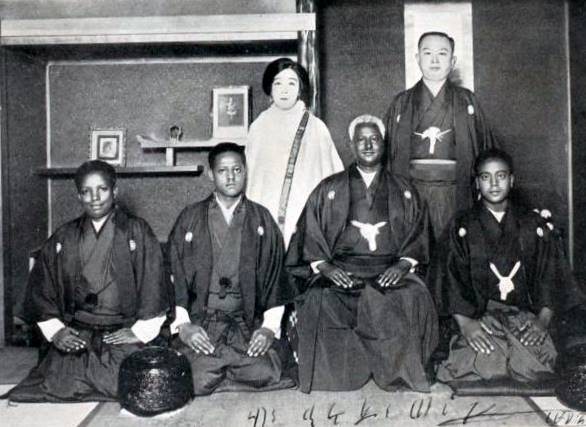
1931年，时任外交大臣的赫鲁伊带团访问日本

1916年，摄政王里·塔法里·马康南（后来的皇帝海尔·塞拉西一世）任命赫鲁伊担任亚的斯亚贝巴行政长官；随后的1922年8月7日，他成为埃塞俄比亚首次派出参加国际联盟的代表团成员，他还在1924年陪同摄政王访问了欧洲各国。1930年，赫鲁伊被皇帝海尔·塞拉西一世晋升为外交大臣，他一直任职至第二次意大利埃塞俄比亚战争后国家沦陷为止。1931年他对日本的外交出访给他留下了深刻的印象，以至于他主张加强两国之间的合作关系。他希望通过效仿日本的军事训练及现代化经验，借此增强国力以维护帝国的独立地位；然而日本国内的亲埃塞俄比亚派在其和意大利开战后不久便完全接受了与意大利的结盟。
赫鲁伊在战后的流亡生涯中继续跟随他的皇帝，尽管他曾在内阁中投票反对海尔·塞拉西一世离开国内前往日内瓦的国际联盟总部发表讲话。1938年9月19日，赫鲁伊在英国巴斯的费尔菲尔德宫去世；他被葬于当地直到海尔·塞拉西一世光复祖国后，他的遗体才最终被送回埃塞俄比亚安葬。海尔·塞拉西一世在他的自传中将赫鲁伊描述为“才华横溢、意志坚定的杰出人士”。他在赫鲁伊的葬礼上发表了如下讲话：
“一直以来您是我伟大事业的同事和朋友，当您成功完成为国家的服务而离开时，如果我不说‘您做得很好’，您的作品就会成为我所说的话的谎言。恶人制造的风暴，虽然动摇了世界也冲击了您，但他们并没有打败您。因为，我们都必须服从伟大、善良的主的统治，我们最终都会受制于此。”

## 个人作品
- Yä-həywät tarik (Biographie): bähʷala zämän läminäsu ləǧǧočč mastawäqiya [History of Life (Biography): A Guide for Future Generations] Addis Abeba: E.C. 1915 (= AD 1922/1923)
- Wädaǧe ləbbe [My Friend, my Heart]. Addis Abeba: Imprimerie Éthiopienne E.C. 1915.
- Goha Ṣäbah. Addis Abeba: Imprimerie du Gouvernement d'Éthiopie E.C. 1919
- Yä-ləbb assab : yä-bərhan-ənna yä-ṣəyon mogäsa gabəčča [Thought of the Heart: Majestic Marriage of Light and Zion]. Addis Abeba: Goha Ṣäbah E.C. 1923
- Addis Aläm [New World]. Addis Abeba: Goha Ṣäbah E.C. 1924 Eth.
- Mahdara berhan hagara Japan [The Source of Light: The Country of Japan]. Addis Ababa: Gobi Sebah Press, 1932. (Translated into Japanese by Oreste Vaccari as Dai Nihon [Great Japan], foreword by Baron Shidehara Kijuro. Tokyo, Eibunpo-Tsuron Shoji, 1933),
- Əne-nna wädaǧočče, mälk gəṭəm bä-səmaččäw [Me and my Friends, Poetry of Appearance through their Names]. Addis Abeba: Goha Ṣäbah E.C. 1927

## 延伸阅读
- Ethiopundit （页面存档备份，存于）
- Jacksonville University article